# Katharina Kiel
Katharina Kiel (* 2. Mai 1992 in Northeim) ist eine ehemalige deutsche Fußballspielerin und jetzige Fußballmanagerin, die derzeit als Technische Direktorin das Frauenteam von Eintracht Frankfurt managt.

## Karriere
Kiel gehörte seit der Saison 2008/09 dem Kader der Zweitvertretung vom 1. FFC Frankfurt an, für die sie in diesem Zeitraum 32 Zweitligapartien bestritt und dabei sieben Tore erzielte. Aufgrund eines Kreuzbandrisses kam die Mittelfeldspielerin ab der Saison 2011/12 allerdings zu keinen Einsätzen mehr. Im Februar 2013 schloss sich Kiel dann dem SC 07 Bad Neuenahr an, für den sie am 24. März 2013 (16. Spieltag) bei der 0:3-Heimniederlagege gegen den 1. FFC Turbine Potsdam ihr Bundesligadebüt feierte, als sie in der 89. Spielminute für Aylin Yaren ins Spiel kam. Zur Saison 2013/14 wechselte Kiel zur TSG 1899 Hoffenheim, wo sie ursprünglich zum Kader der zweiten Mannschaft gehörte. Durch gute Leistungen in der Regionalliga Süd empfahl sie sich für die erste Mannschaft und kam ab 2014 regelmäßig in der Bundesliga zum Einsatz. Zum Ende der Saison 2015/2016 verließ sie die TSG 1899 Hoffenheim.
Nach ihrer Fußballkarriere arbeitete sie in einem Therapiezentrum. 2020 gründete sie ein Unternehmen, das Bewegungsabläufe untersucht. Parallel dazu absolviert sie mithilfe eines DFL-Stipendiums eine Ausbildung im Management.
Seit 15. November 2022 ist Kiel Technische Direktorin der Eintracht Frauen beim Bundesligisten Eintracht Frankfurt.